# Jönköpings Läns Tidning
Jönköpings Läns Tidning, eller Länstidningen, var en svensk morgontidning, som började utges i Jönköping 1909 på initiativ av och med ekonomiskt stöd från bland andra Felix Hamrin. Den grundades i åsiktskonkurrens med Jönköpings-Posten, som under ledning av Felix Hamrins bror Josef Hamrin utvecklats till ett organ för Jönköpings läns valmansförbund.
Länstidningen var daglig från den 1 december 1918. Den var frisinnad och nykterhetsvänlig. 
Tidningen övertogs av Jönköpings-Posten 1934 och lades ned 1935.